# 1171
1171 (MCLXXI) je bilo navadno leto, ki se je po julijanskem koledarju začelo na petek.

## Dogodki

### Evropa

#### Invazija na Irsko
- Umre irski kralj Leinsterja Diarmait MacMurrough. Nadzor nad to irsko žepno kaljevino in mestoma Dublin ter Waterford prevzame vodja angleškega ekspedicijskega korpusa Richard de Clare, 2. grof Pembroke. ↓
- → Njegov suveren, angleški kralj Henrik II. se ustraši vzpostvitve rivalske normanske države na Irskem, zato iz Walesa organizira invazijo na Irsko, katere se tokrat udeleži tudi sam. ↓
- → Angleška flota najprej pristane v Waterfordu. Henrik II. kot prvi angleški kralj stopi na irska tla. ↓
- → Poleg pembroškega grofa, ki lahko obdrži svoje posesti, mu prisežejo vazalno zvestobo ostali irski kralji. Zase si Henrik pridrži zgolj mesti Waterford in Dublin s pristaniščema. ↓
- → Henrik II. začne po normanski navadi z gradnjo serije utrjenih gradov. Prav tako ustvari pogoje za podreditev irske cerkve, ki je bila do zdaj izven dosega gregorijanskih reform. 1172 ↔
  - Valižanski kralj Deheubartha Rhys ap Gruffydd, ki nadzoruje le še majhno enklavo znotraj bivše kraljevine Deheubartha, se pobota s Henrikom II., ki ga imenuje za glavnega sodnika (justiciarja) južnega Walesa oziroma po novem Valižanske marke (March).

#### Manuel I. Komnen
- Bizantinski cesar Manuel I. Komnen ukaže aretacijo in razlastitev več kot deset tisoč Benečanov v mestu, ker so ti prejšnje leto ob asistenci Pisancev oplenili genovsko četrt. Dejanje nepopravljivo pokvari odnose z Benečani.
- september - Neuspešna kazenska ekspedicija Benečanov proti Bizantincem. Sprva sklenejo počakati na končana mirovna pogajanja, ki jih s cesarjem vodi dož Vitale II. Michele, in prezimiti na otoku Ios, kjer pa floto zdesetka epidemija.

- Bizantinski cesar Manuel I. Komen se zboji naraščajoče moči srbskega velikega župana Štefana Nemanje, ker mu je v interesu, da ostane Srbija razdeljena. V ta namen ponudi odstavljenemu bratu Tihomirju pomoč bizantinske vojske. ↓
- → Bitka pri Patini: zmaga srbske vojske, ki jo vodi Štefan Nemanja, nad bizantinsko, ki jo vodi Tihomir. Le-ta po porazu na begu utone.
- Poskus združitve armenske cerkve z bizantinsko pravoslavno cerkvijo po predstavitvi stališč propade.
- V Konstantinopel pride jeruzalemski kralj Amalrik I., da bi se pobotal z bizantinskim cesarjem Manuelom I. Komnenom, potem ko je pred dvema letoma ob obleganju trdnjave Damietta nečastno izzigral bizantinsko vojsko. Do Amalrikove smrti postane Jeruzalemska kraljevina odvisna od Bizantinskega cesarstva in proti zunanjim sovražnikom v defenzivi.

#### Ostalo po Evropi
- 20. februar - Umrlega bretonskega vojvodo Konana IV. tudi dedno pravno nasledi njegova hči Konstanca, dejansko oblast pa ima preko poroke Godfrejem II. njen tast angleški kralj Henrik II.
- 8. november - Umrlega grofa Hainauta[1] Baldvina IV. nasledi sin Baldvin V.
- Kijevska Rusija. Po nepojasnenem vrstnem redu se na prestolu kijevskega velikega kneza v tem letu vrstijo naslednji vladarji:
  - Umrlega (?) kijevskega velikega kneza Gleba I. nasledi Vladimir III. Mstislavič.
  - Za Vladimirjem III. za kratek čas nastopi Mihajlko Jurjevič.
  - Mihajlku Jurjeviču sledi Roman Rostislavič.
- Almohadski kalif Abu Jakub Jusuf se po uspešno zaključeni vojaški kampanji proti Kastiljcem in Aragoncem ustali v Sevilji. V mestu ukaže gradnjo številnih novih zgradb, mdr. palačo  Alcázar.↓
- Aragonskemu kralju Alfonzu II. sicer uspe osvojiti mesti Caspe and Teruel.
- Jusufovo okupiranost s Kastilijo in Aragonom ter njegovo zavezništvo s kraljem Leona Ferdinandom II. izkoristita portugalski kralj Afonz I. in vojskovodja Gerald Neustrašni. Pozornost usmerita na mavrsko mesto Beja. 1172 ↔
- Dokončanje katedrale Sv. Sabina v Bariju.
- Mecklenburški knez Pribislav ustanovi samostan Doberan.

### Azija

#### Bližnji vzhod
- 3. april - 7. velikega mojstra vitezov templarjev Philippa de Millyja nasledi Odo de St. Amand.
- junij - Sirski vladar Nur ad-Din v pismu od Saladina zahteva, da oblast v Egiptu nominalno prenese na Abasidski kalifat in s tem izvede prehod s šiizma nazaj na pravoverni sunizem. Saladin se z ukazom zavlačuje, saj bi moral umoriti mladega Fatimidskega kalifa Al-Adida.
- 13. september -  Egipt: po hujši bolezni (ali zastrupljen?) umre zadnji, 14. fatimidski kalif Al-Adid, ki je bil še mladoleten. Sirski vojskovodja Saladin, prej formalno kalifov regent, prevzame oblast in zaključi z dinastijo šiitskih Fatimidov. Saladin izvede postopen prehod s šiizma v sunizem ter nominalno oblast prenese na abasidskega kalifa Al-Mustadija v Bagdadu. Ker Nur ad-Din ne more zapustiti Sirije, saj s severa pritiskajo nanjo Artukidi, in ker je Bagdad daleč, de facto oblast seveda ohrani Saladin.
- 25. september - Nur ad-Din išče način kako bi si podvrgel (samosvojega) vojskovodjo Saladin. Eden od načinov se izkaže kot skupno obleganje najbolj južnih križarskih trdnjav Keraka in Montreala. Saladin zavrne združitev sil in se umakne nazaj v Egipt. ↓
  - → V Egiptu Saladin nadaljuje s političnimi reformami: na pomembnejša vodilna mesta nastavlja svoje sorodnike, gradi sunitska učilišča in mošeje. Ker je bilo egiptovsko prebivalstvo večinsko sunitsko, si je s temi ukrepi povečal priljubljenost. Prav tako ohrani vodilne položaje koptskih kristjanov in judov v bančništvu in zakladništvu ter s tem stabilizira gospodarske razmere v Egiptu. 1172 ↔

#### Daljni vzhod
- Mongolija: konfederacija mongolskih plemen Hamag dokončno razpade po Jesugejevi smrti. 18 let kasneje jo začne obnavljati njegov sin Temudžin kot prvi korak k ustanovitvi svetovnega Mongolskega imperija.

## Rojstva
- 15. avgust - Alfonz IX., kralj Leona († 1230)

Neznan datum
- Al-Aziz Osman, egiptovski sultan († 1198)
- Neža Francoska, princesa, bizantinska cesarica († 1207)
- Oton I., burgundski grof († 1200)

## Smrti
- 1. januar - Diarmait Mac Murchada, irski kralj Leinsterja (* 1110)
- 20. februar - Konan IV., bretonski vojvoda (* 1138)
- 29. marec - Akard od Svetega Viktorja, francoski opat, teolog (* 1100)
- 3. april - Philippe de Milly, 7. veliki mojster vitezov templarjev (* 1120)
- 9. junij - Jacob ben Meir Tam, francoski rabin, talmudist (* 1100)
- 8. avgust - Henrik Bloiški, škof Winchesterja, arhitekt (* 1098)
- 8. november - Baldvin IV., grof Hainauta (* 1108)

Neznan datum
- Al-Adid, 14., zadnji fatimidski kalif (* 1149)
- Abul-Hasan al-Hasan ibn Ali, zadnji ziridski vladar (* 1109)
- Gleb I., kijevski veliki knez
- Hutula, kan vseh Mongolov (* ni znano)
- Jesugej, mongolski vojskovodja, Džingiskanov oče (* okoli 1134)
- Tihomir Srbski, veliki župan Raške (* 1113)